# Ferrovia Monteponi-Portovesme
La ferrovia Monteponi - Portovesme era una ferrovia mineraria privata a scartamento ridotto della Sardegna che effettuava anche servizio viaggiatori.

## Storia

Lo scalo ferroviario di Monteponi nel 1909, con al centro la stazione capolinea della ferrovia

La linea, tra le più antiche d'Italia a scartamento ridotto italiano, venne costruita per iniziativa della Società Mineraria Monteponi. Nel 1870 venne realizzata la tratta Gonnesa - Portovesme, già funzionante l'anno successivo, il 1871 (l'apertura al traffico avvenne il 1º luglio), inizialmente esercita utilizzando la trazione di cavalli, poi sostituita da quella di tre locomotive a vapore a tre assi accoppiati acquistate in Inghilterra. Negli anni successivi venne realizzato il secondo tronco della ferrovia tra Gonnesa e Monteponi (aperto al traffico il 1º ottobre 1875), la cui stazione, a valle, venne collegata con la miniera, posta 108 metri più in alto, mediante un piano inclinato per il trasferimento dei vagoni ferroviari tra le due postazioni. La ferrovia serviva a collegare le miniere di galena argentifera e di minerale di zinco di Monteponi con i moli di imbarco del porto di Portovesme, anch'esso realizzato dalla Monteponi e intitolato a uno dei suoi presidenti, il conte Carlo Baudi di Vesme. Un ulteriore tronco tra Portoscuso e il suo scalo marittimo fu infine aperto il 1 gennaio del 1876. Il costo complessivo della ferrovia (comprensivo del materiale rotabile) fu superiore ai due milioni di lire dell'epoca, circa 8 milioni di euro del 2011.

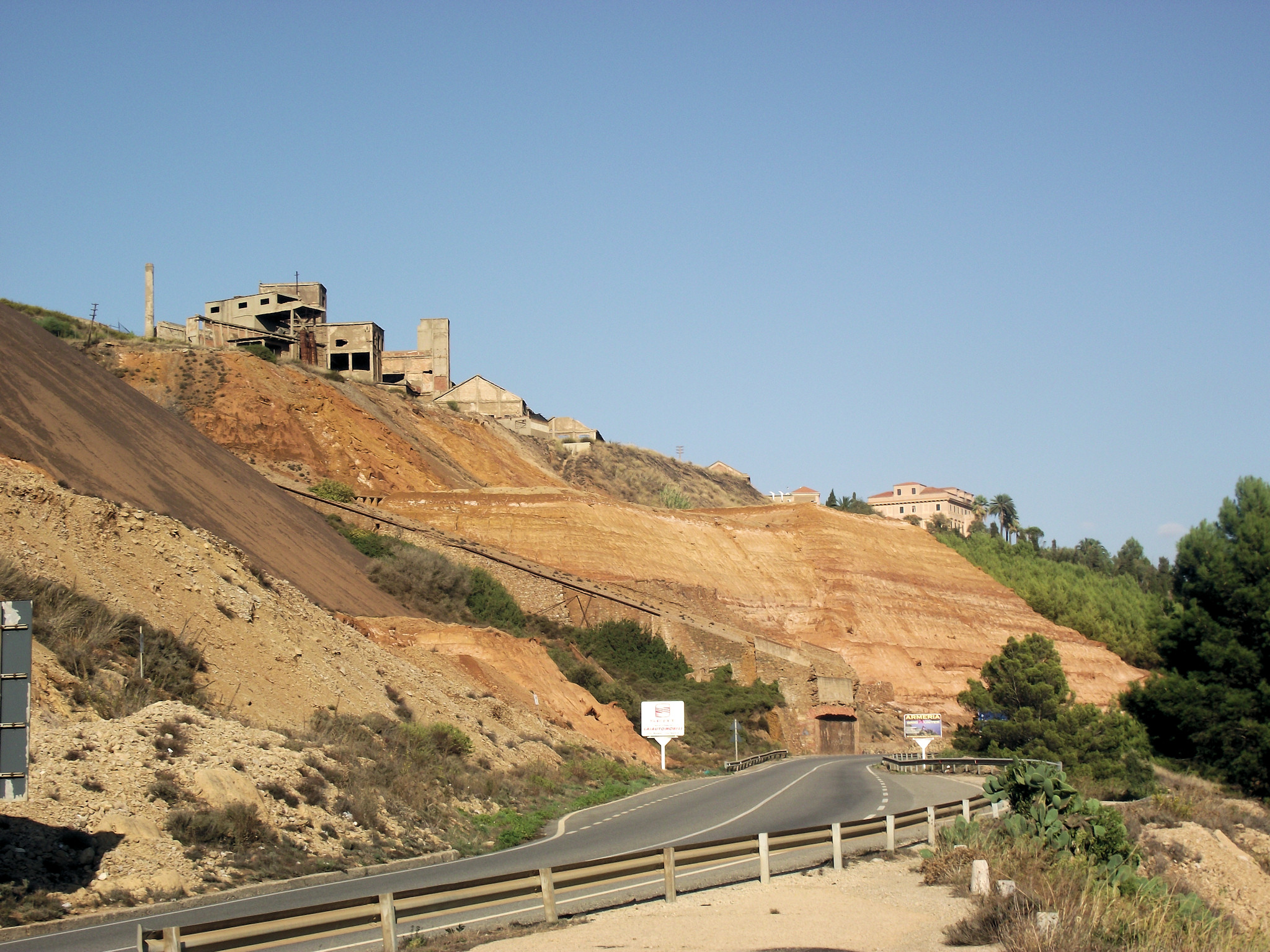
I resti del piano inclinato di Monteponi, che portava dalla miniera allo scalo ferroviario i minerali estratti nella frazione iglesiente

Nonostante fosse stata costruita specificamente come ferrovia industriale e esercitata con trazione a vapore, dall'8 agosto 1880 fu utilizzata anche per il traffico passeggeri, con treni effettuati in coincidenza dei convogli delle Ferrovie Reali Sarde per Cagliari e dei battelli per Carloforte. L'intermodalità con i convogli delle Reali, inizialmente resa possibile dagli omnibus che collegavano la stazione di Iglesias con quella di Monteponi, fu dal 1896 migliorata con l'apertura della linea delle Reali che collegava i due scali (le Reali realizzarono un proprio scalo a sud di quello della Monteponi, scalo che passerà poi alle Ferrovie Meridionali Sarde nel 1926). La Monteponi-Portovesme venne chiusa all'esercizio viaggiatori il 1º ottobre 1920. A livello di materiale rotabile, a inizio Novecento il parco locomotive fu ampliato con due locomotive Mallet prodotte dalla Borsig, alle quali fu affiancato un terzo esemplare ex Ferrovia Sangritana nel 1949. Altre due Mallet di produzione Henschel furono infine acquistate dalla Ferrovia delle Dolomiti l'anno successivo. Saranno gli ultimi rotabili a entrare in circolazione sulla Monteponi-Portovesme, la cui chiusura definitiva avvenne nel 1963. Nel periodo immediatamente successivo alla chiusura, lungo la ferrovia furono tuttavia girate alcune scene del film western 30 Winchester per El Diablo.

La linea nei pressi di Portoscuso, in località Guroneddu, ripresa nel film western 30 Winchester per El Diablo

Nel parco veicoli del costituendo museo della stazione di Colonna della ex ferrovia Roma-Fiuggi, sopravvivono un carro merci del 1870 e una carrozza viaggiatori del 1876. Buona parte del tracciato tra Terras Collu (nei pressi della stazione di Bacu Abis) e Portovesme è stato asfaltato e riconvertito alla viabilità automobilistica, divenendo la strada provinciale 108 della provincia di Carbonia-Iglesias.

## Caratteristiche
Il tracciato complessivo era di 20 km a scartamento di 950 mm. La trazione veniva assicurata da locotender e locomotive a vapore Mallet di proprietà della società mineraria.

### Percorso

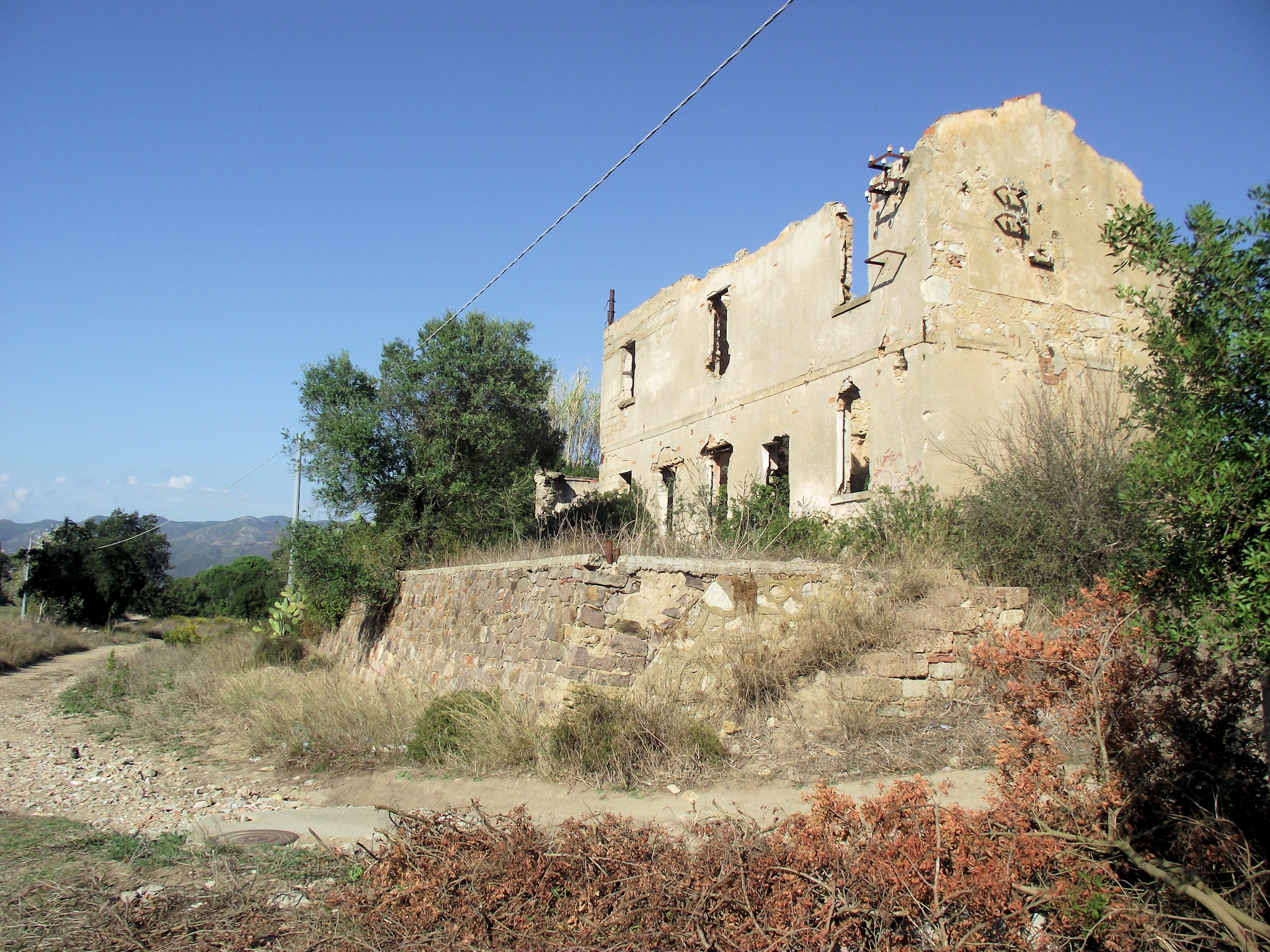
L'ex stazione di Bacu Abis, scalo di interscambio con la rete delle FMS

|  |  | Unused funicular | Unknown route-map component "exCONTg" |  |

|  |  | Unknown route-map component "exKBHFa" | Unknown route-map component "exBHF" |  |

|  | Unknown route-map component "exCONTgq" | Unknown route-map component "exKRZu" | Unknown route-map component "exSTRr" |  |

|  |  | Unknown route-map component "exHST" |

|  |  | Unknown route-map component "exBHF" |

|  |  | Unknown route-map component "exABZg+l" | Unknown route-map component "exCONTfq" |  |

|  |  | Unknown route-map component "exHST" |

|  |  | Unknown route-map component "exABZgl" | Unknown route-map component "exCONTfq" |  |

|  |  | Unknown route-map component "exHST" |

|  |  | Unknown route-map component "exKBHFe" |

## Le locomotive della linea[9]
| Numero | Rodiggio | Fabbrica o provenienza      | Anno di fabbric. | Nome        |
| ------ | -------- | --------------------------- | ---------------- | ----------- |
| C1     | C        | Brassey Canada Works        | 1870             |             |
| C2     | C        | Brassey Canada Works        | 1870             |             |
| C3     | C        | Brassey Canada Works        | 1870             |             |
| ?      | C        | Krauss?                     | 1883             |             |
| A1     | BB       | Borsig                      | 1905             | Monteponi   |
| A2     | BB       | Borsig                      | 1906             | Portovesme  |
| B3     | BB       | Borsig                      | 1913             | Cattaneo    |
| B4     | BB       | Borsig (ex FAA)             | 1912             | Campopisano |
| B5     | BB       | Henschel (ex Ferr.Dolomiti) | 1913             |             |
| B6     | BB       | Henschel (ex Ferr.Dolomiti) | ?                |             |